# Mithukaram
Mithukaram – gaun wikas samiti w zachodniej części Nepalu w strefie Lumbini w dystrykcie Nawalparasi. Według nepalskiego spisu powszechnego z 2001 roku liczył on 463 gospodarstw domowych i 2670 mieszkańców (1362 kobiet i 1308 mężczyzn).